# Паршин, Юрий Аркадьевич
Юрий Аркадьевич Паршин (7 ноября 1968, Ленинград, РСФСР, СССР) — советский и российский футболист и игрок в мини-футбол, нападающий.

## Биография
Воспитанник ленинградской футбольной школы «Автомобилист», первый тренер В. Гусев. В 1991 году во второй низшей лиге в составе «Кировца» провёл 36 матчей, забил четыре гола. В 1992 году оказался в «Смене-Сатурн», с которой вышел в первую лигу. За три сезона в 80 матчах в первенстве забил 18 голов; был игроком замены. Оформил два хет-трика — 18 апреля 1992 года в матче 1/256 Кубка России против «Космос-Кировца» (3:1) и 16 августа 1992 в ворота «Карелии» (7:0) в первенстве второй лиги. В 1996 году во второй лиге в составе петербургского «Динамо» провёл девять матчей (один аннулирован).
В чемпионате России по мини-футболу играл за ПСИ СПб (1994/95 — 1996/97), «Зенит» СПб (1996/97 — 1997/98), «Норильский никель» Норильск (1998/99 — 1999/2000), «Единство» СПб (2000/01), «Приволжанин» Казань (2000/01 — 2001/02), всего в 173 играх забил 59 мячей. В сезоне 2002/03 выступал за «Политех» СПб.